# Lo strangolatore folle
Lo strangolatore folle (Grip of the Strangler) è un film del 1958 diretto da Robert Day.
È un film poliziesco a sfondo giallo e horror britannico con Boris Karloff, Jean Kent e Elizabeth Allan. È ambientato nella Londra vittoriana.

## Trama
Nella Londra di fine ottocento, Edward Styles viene impiccato con l'accusa di avere ucciso cinque donne, nonostante si professi innocente. Venti anni dopo, lo scrittore James Rankin, un affermato romanziere, compie delle indagini per trovare le prove che confermino l'innocenza di Styles. Rankin rivolge i sospetti sul dottor Tanner, il quale all'epoca aveva svolto le autopsie sui cadaveri, e dopo l'esecuzione di Styles era prima stato chiuso in un manicomio, per poi scomparire.
Alla ricerca di prove definitive, Rankin disseppellisce il cadavere di Styles e trova nella bara il bisturi con il quale erano stati compiuti gli omicidi. Non appena lo prende in mano, Rankin subisce una reazione che ne distorce i muscoli del viso e gli impedisce l'uso di una mano. Dopo avere ucciso una ballerina, Rankin capisce che lui e Tanner sono la stessa persona. La moglie di Rankin, Lily, la quale lavorava come infermiera nel manicomio dove Tanner era stato rinchiuso, si era innamorata di lui, lo aveva aiutato a scappare e in seguito a fargli dimenticare gli orrori compiuti. Rankin/Tanner, ancora in balia della sua ossessione, uccide la moglie, ma quando torna in sé e cerca di confessare l'omicidio, non viene creduto. Rinchiuso nuovamente in un manicomio, Rankin/Tanner tenta di completare la propria opera uccidendo la figlia di Lily, che egli credeva anche sua, ma nell'atto di strangolarla riesce finalmente a reprimere la sua tendenza omicida. Volendo porre definitivamente fine alla minaccia, Rankin corre verso il cimitero per seppellire nuovamente il bisturi, ma viene freddato dai colpi di pistola sparati da alcuni agenti di polizia che lo stavano inseguendo.

## Produzione
Il film, diretto da Robert Day e sceneggiato da Jan Read e John Croydon su un soggetto dello stesso Read, fu prodotto da Croydon per la Amalgamated Productions e girato nei Walton Studios a Walton-on-Thames, Surrey, Regno Unito con un budget stimato in 70.000 sterline. Il titolo di lavorazione fu Strangle Hold.

## Distribuzione
Il film fu distribuito con il titolo Grip of the Strangler nel Regno Unito nel 1958 al cinema dalla Eros.
Altre distribuzioni:
- negli Stati Uniti il 3 luglio 1958 (The Haunted Strangler)
- in Messico (El estrangulador fantasma)
- in Francia (La sépulture maudite)
- in Italia (Lo strangolatore folle)

## Promozione
Le tagline sono:
- "Their wild beauty marked them for death by... The Haunted Strangler".
- "Karloff-KING OF MONSTERS-In His New Picture of 1,000 Horrors!".
- "KING OF THE MONSTERS! KARLOFF IN HIS NEW HORROR HIT!".